# Новодар'ївська селищна рада
Новода́р'ївська се́лищна ра́да — орган місцевого самоврядування у складі Ровеньківської міської ради Луганської області. Адміністративний центр — селище міського типу Новодар'ївка.

## Загальні відомості
- Новодар'ївська селищна рада утворена в 1939 році.
- Територія ради: 3,99 км²
- Населення ради: 5 056 осіб (станом на 2001 рік)

## Населені пункти
Селищній раді підпорядковані населені пункти:
- смт Новодар'ївка
- с-ще Валянівськ
- с-ще Калинівка

### Колишні населені пункти
- Великоведмеже — колишнє селище Новодар'ївської селищної ради, 3 грудня 2009 року виключене з облікових даних рішенням Луганської обласної ради.

## Склад ради
Рада складається з 22 депутатів та голови.
- Голова ради: Дрозд Олександр Михайлович
- Секретар ради: Лобинцева Зінаїда Євгеніївна

### Керівний склад попередніх скликань
| ПІБ                         | Основні відомості                                                                    | Дата обрання | Дата звільнення |
| --------------------------- | ------------------------------------------------------------------------------------ | ------------ | --------------- |
| Аніщенко Юрій Володимирович | Селищний голова, 1955 року народження, освіта середня загальна, член Партії регіонів | 26.03.2006   | 31.10.2010      |
| Аніщенко Юрій Володимирович | Селищний голова, 1955 року народження, освіта середня загальна, член Партії регіонів | 31.10.2010   | 09.09.2012      |
| Дрозд Олександр Михайлович  | Селищний голова, 1973 року народження, освіта середня загальна, безпартійний         | 09.09.2012   |                 |

Примітка: таблиця складена за даними джерела

### Депутати
За результатами місцевих виборів 2010 року:
- Кількість депутатських мандатів у раді: 22
- Кількість депутатських мандатів, отриманих кандидатами у депутати за результатами виборів: 21
- Кількість депутатських мандатів у раді, що залишаються вакантними: 1

#### За суб'єктами висування
| Суб'єкт висування                 | Кількість обраних депутатів | %    |
| --------------------------------- | --------------------------- | ---- |
| Партія регіонів                   | 11                          | 52,4 |
| Самовисування                     | 6                           | 28,6 |
| Комуністична партія України       | 3                           | 14,3 |
| Політична партія «Сильна Україна» | 1                           | 4,8  |

#### За округами
| № округу                          | Прізвище, ім'я, по батькові      | Дата визнання обраним | Освіта         | Партійна приналежність                  | Відомості про обраного депутата                                           |
| --------------------------------- | -------------------------------- | --------------------- | -------------- | --------------------------------------- | ------------------------------------------------------------------------- |
| Комуністична партія України       |                                  |                       |                |                                         |                                                                           |
| 2                                 | Пучкова Любов Іванівна           | 04.11.2010            | Освіта середня | член Комуністичної партії України       | пенсіонер                                                                 |
| 4                                 | Якшина Надія Олександрівна       | 04.11.2010            | Освіта середня | член Комуністичної партії України       | тимчасово не працює                                                       |
| 18                                | Кринична Людмила Анатоліївна     | 04.11.2010            | Освіта середня | член Комуністичної партії України       | ВП «Шахта ім. Космонавтів» ДП «Ровенькиантрацит», сторож                  |
| Партія регіонів                   |                                  |                       |                |                                         |                                                                           |
| 1                                 | Колєснікова Тетяна Олексіївна    | 04.11.2010            | Освіта середня | позапартійна                            | Будинок культури ім. Леніна, прибиральниця службових приміщень            |
| 3                                 | Калашніков Віталій Віталійович   | 04.11.2010            | Освіта вища    | член Партії регіонів                    | ВП «Шахта ім. Дзержинського» ДП «Ровенькиантрацит», прохідник             |
| 5                                 | Литвинов Олексій Юрійович        | 04.11.2010            | Освіта вища    | позапартійний                           | Новодар'ївська ГКС, інженер                                               |
| 6                                 | Поліванов Юрій Вячеславович      | 04.11.2010            | Освіта середня | позапартійний                           | Новодар'ївська ГКС, електромонтер                                         |
| 7                                 | Овдіна Зінаїда Іванівна          | 04.11.2010            | Освіта середня | позапартійна                            | пенсіонер                                                                 |
| 8                                 | Лобинцева Зінаїда Євгеніївна     | 04.11.2010            | Освіта середня | позапартійна                            | тимчасово не працює                                                       |
| 9                                 | Дворник Надія Іллівна            | 04.11.2010            | Освіта середня | член Партії регіонів                    | Новодар'ївська селищна рада, сторож                                       |
| 10                                | Єрьоменко Наталія Володимирівна  | 04.11.2010            | Освіта середня | позапартійна                            | тимчасово не працює                                                       |
| 14                                | Кочерга Аграфена Петрівна        | 04.11.2010            | Освіта середня | член Партії регіонів                    | Новодар'ївська загальноосвітня школа, вчитель                             |
| 15                                | Ситько Євген Вікторович          | 04.11.2010            | Освіта середня | позапартійний                           | ООО «ТК Восток- регіон», головний енергетик                               |
| 19                                | Свістільнік Володимир Михайлович | 04.11.2010            | Освіта середня | член Партії регіонів                    | пенсіонер                                                                 |
| Політична партія «Сильна Україна» |                                  |                       |                |                                         |                                                                           |
| 12                                | Король Ніна Анатоліївна          | 04.11.2010            | Освіта середня | член Політичної партії «Сильна Україна» | Ровеньківський обласний протитуберкульозний диспансер, медична сестра     |
| Самовисування                     |                                  |                       |                |                                         |                                                                           |
| 11                                | Свістова Лідія Федорівна         | 04.11.2010            | Освіта середня | позапартійна                            | Новодар'ївська селищна рада, інспектор військово-облікового столу         |
| 13                                | Новік Юлія Олександрівна         | 04.11.2010            | Освіта вища    | позапартійна                            | Новодар'ївська загальноосвітня школа, вчитель                             |
| 16                                | Чернишева Любов Олексіївна       | 04.11.2010            | Освіта середня | позапартійна                            | ПП Назаренко Л. В., продавець                                             |
| 17                                | Сенчій Василь Володимирович      | 04.11.2010            | Освіта середня | позапартійний                           | ВП «Шахта ім. Космонавтів» ДП «Ровенькиантрацит», підземний електрослюсар |
| 21                                | Гнєтнєв Володимир Дмитрович      | 04.11.2010            | Освіта середня | позапартійний                           | пенсіонер                                                                 |
| 22                                | Фляк Анатолій Іванович           | 04.11.2010            | Освіта середня | позапартійний                           | Валянівське кар'єроуправління, майстер дробильно-сортувального цеху       |